# Salvatore Sciarrino
Salvatore Sciarrino (Palermo, 4 aprile 1947) è un compositore italiano.

## Biografia
Autodidatta (benché formatosi privatamente, per qualche tempo, con Turi Belfiore e Antonino Titone), Salvatore Sciarrino ha iniziato a comporre dodicenne, tenendo il primo concerto pubblico nel 1962. Considera "apprendistato acerbo" i lavori anteriori al 1966. Ciò che caratterizza la sua musica è la volontà di indurre il fruitore a un diverso modo di ascoltare e a una nuova presa di coscienza della realtà e di sé. Dopo aver conseguito la maturità classica e frequentato qualche anno di università nella sua città, nel 1969 Salvatore Sciarrino ha lasciato la Sicilia per trasferirsi a Roma e poi, nel 1977, a Milano. Nel 1977 al Teatro alla Scala di Milano è avvenuta la prima rappresentazione assoluta della sua Berceuse variata diretta da Claudio Abbado.
Fra il 1978 e il 1980 è stato direttore artistico del Teatro Comunale di Bologna e, nel 1987, ha presentato in prima esecuzione moderna al Rossini Opera Festival una versione per orchestra della cantata Giovanna D'Arco composta originalmente per voce sola e pianoforte da Gioachino Rossini nel 1832. Nel 1985 per il Teatro La Fenice di Venezia nel Chiostro di San Niccolò al Lido avviene la prima esecuzione di Canzoni del XX secolo e un'anamorfosi con orchestrazioni ed elaborazioni proprie con Alide Maria Salvetta. Ha insegnato al Conservatorio Giuseppe Verdi di Milano (1974-83), a Perugia (1983-87) e al conservatorio "Cherubini" di Firenze (1987-96). Parallelamente, Sciarrino ha tenuto corsi di perfezionamento e masterclass; da segnalare quelli di Città di Castello dal 1979 al 2000. Tiene dal 2013 il corso di composizione presso l’Accademia Musicale Chigiana, dove ha già insegnato nel 1983 e nel 2002.
Accademico di Santa Cecilia, Accademico delle Belle Arti della Baviera e Accademico delle Arti (Berlino), ha ricevuto numerosi riconoscimenti fra cui il Premio Prince Pierre de Monaco (2003) e il Premio Internazionale Feltrinelli (2003). È stato inoltre vincitore, nel 2006, del Musikpreis Salzburg, premio internazionale di composizione recentemente istituito dal Land di Salisburgo.
Il compositore Boris Porena ha dedicato a Salvatore Sciarrino una sonata per violino e pianoforte (CBP VIIb:16 nel catalogo di Patrizia Conti), 20 aprile 1990.

## Musica
Della sua musica, Pietro Misuraca ha scritto: 
Ha pubblicato con Casa Ricordi dal 1969 al 2004; dall'anno seguente, l'esclusiva delle opere di Sciarrino è passata a Rai Trade. Vastissima la sua discografia, comprendente oltre novanta titoli, pubblicati da etichette internazionali e più volte segnalati e premiati.
Oltre che dalla maggior parte dei libretti delle proprie opere teatrali, Sciarrino è autore di una ricca produzione di articoli, saggi e testi di vario genere; alcuni sono stati scelti e raccolti in Carte da suono. Di rilievo il suo libro interdisciplinare sulla forma musicale Le figure della musica da Beethoven a oggi.

## Pubblicazioni
- Salvatore Sciarrino, Le figure della musica da Beethoven ad oggi, Milano: Ricordi, 1998.
- Salvatore Sciarrino, Carte da suono (1981-2001), Palermo: Cidim Novecento, 2001.